# 10348 Poelchau
10348 Poelchau è un asteroide della fascia principale. Scoperto nel 1992, presenta un'orbita caratterizzata da un semiasse maggiore pari a 2,2889820 UA e da un'eccentricità di 0,1389539, inclinata di 8,20246° rispetto all'eclittica.